# Sukahurip (Cijambe)
Sukahurip is een bestuurslaag in het regentschap Subang van de provincie West-Java, Indonesië. Sukahurip telt 2353 inwoners (volkstelling 2010).